# Natação no Campeonato Mundial de Esportes Aquáticos de 2023 - 50 m costas masculino
A disputa na modalidade 50 metros costas masculino de Natação no Campeonato Mundial de Esportes Aquáticos de 2023 fora realizada nos dias 29 e 30 de julho de 2023 na Marine Messe Fukuoka em Fukuoka, no Japão. Ao todo, 64 nadadores de 59 Comitês Olímpicos Nacionais estavam previstos para participarem do evento.

## Formato da competição
A competição consiste em três rodadas: eliminatórias, semifinais e final. Os nadadores com os 16 melhores tempos nas baterias preliminares avançam as semifinais. Já os nadadores com os 8 melhores tempos nas semifinais avançam a final. Desempates (swim-offs) são utilizados conforme necessário para quebrar os empates de avanço a próxima rodada.

## Calendário
Todos os horários estão na Hora legal japonesa (UTC+9).
| Data                | Horário | Fase          |
| ------------------- | ------- | ------------- |
| 28 de julho de 2023 | 10:55   | Eliminatórias |
| 29 de julho de 2023 | 21:06   | Semifinais    |
| 30 de julho de 2023 | 20:02   | Final         |

## Recordes
Antes desta competição, os recordes mundiais e do campeonato nesta prova eram os seguintes:
| Tipo                  | Atleta           | Tempo  | Local      | Data                |
| --------------------- | ---------------- | ------ | ---------- | ------------------- |
|                       | Hunter Armstrong | 23s 71 | Greensboro | 28 de abril de 2022 |
| Recorde do campeonato | Liam Tancock     | 24s 04 | Roma       | 2 de agosto de 2009 |

## Medalhistas
| Ouro                              | Prata                        | Bronze           |
| Hunter Armstrong · Estados Unidos | Justin Ress · Estados Unidos | Xu Jiayu · China |

## Resultados

### Eliminatórias
As eliminatórias foram realizadas no dia 29 de julho com início às 10:55.
| Pos. | Bateria | Raia | Nadador                         | CON                      | Tempo | Notas            |
| ---- | ------- | ---- | ------------------------------- | ------------------------ | ----- | ---------------- |
| 1    | 6       | 4    | Justin Ress                     | Estados Unidos           | 24.18 | Q                |
| 2    | 5       | 4    | Apostolos Christou              | Grécia                   | 24.48 | Q                |
| 3    | 7       | 4    | Hunter Armstrong                | Estados Unidos           | 24.49 | Q                |
| 4    | 5       | 5    | Ksawery Masiuk                  | Polónia                  | 24.71 | Q                |
| 5    | 6       | 3    | Ole Braunschweig                | Alemanha                 | 24.72 | Q                |
| 6    | 7       | 3    | Xu Jiayu                        | China                    | 24.73 | Q                |
| 6    | 7       | 5    | Isaac Cooper                    | Austrália                | 24.73 | Q                |
| 8    | 6       | 5    | Thomas Ceccon                   | Itália                   | 24.80 | Q                |
| 9    | 6       | 2    | Andrei-Mircea Anghel            | Roménia                  | 24.86 | Q                |
| 10   | 5       | 7    | Kacper Stokowski                | Polónia                  | 24.91 | Q                |
| 11   | 5       | 3    | Andrew Jeffcoat                 | Nova Zelândia            | 24.95 | Q                |
| 11   | 6       | 7    | Conor Ferguson                  | Irlanda                  | 24.95 | Q                |
| 13   | 7       | 2    | Takeshi Kawamoto                | Japão                    | 25.05 | Q                |
| 14   | 4       | 5    | Yassin Hossam                   | Egito                    | 25.07 | Q                |
| 15   | 5       | 1    | Michael Laitarovsky             | Israel                   | 25.10 | Q                |
| 16   | 5       | 6    | Ryosuke Irie                    | Japão                    | 25.11 | Q                |
| 17   | 6       | 9    | Lamar Taylor                    | Bahamas                  | 25.12 |                  |
| 18   | 6       | 0    | Adrian Santos                   | Espanha                  | 25.15 |                  |
| 19   | 5       | 2    | Javier Acevedo                  | Canadá                   | 25.18 |                  |
| 19   | 7       | 8    | Won Young-jun                   | Coreia do Sul            | 25.18 |                  |
| 21   | 7       | 6    | Guilherme Basseto               | Brasil                   | 25.22 |                  |
| 22   | 5       | 9    | João Costa                      | Portugal                 | 25.28 | Recorde nacional |
| 23   | 7       | 1    | Wang Gukailai                   | China                    | 25.29 |                  |
| 24   | 7       | 7    | Tomáš Franta                    | Chéquia                  | 25.35 |                  |
| 25   | 6       | 6    | Björn Seeliger                  | Suécia                   | 25.38 |                  |
| 26   | 6       | 8    | Hugo González                   | Espanha                  | 25.42 |                  |
| 27   | 4       | 3    | Chuang Mu-lun                   | Taipé Chinesa            | 25.50 |                  |
| 28   | 7       | 9    | Srihari Nataraj                 | Índia                    | 25.51 |                  |
| 29   | 4       | 8    | Markus Lie                      | Noruega                  | 25.55 |                  |
| 30   | 6       | 1    | Áron Székely                    | Hungria                  | 25.59 |                  |
| 31   | 7       | 0    | Roman Mityukov                  | Suíça                    | 25.61 |                  |
| 32   | 4       | 4    | Quah Zheng Wen                  | Singapura                | 25.76 |                  |
| 33   | 3       | 2    | Remi Fabiani                    | Luxemburgo               | 25.87 |                  |
| 33   | 5       | 0    | I Gede Siman Sudartawa          | Indonésia                | 25.87 |                  |
| 35   | 4       | 7    | Ģirts Feldbergs                 | Letônia                  | 25.93 |                  |
| 36   | 4       | 2    | Charles Hockin                  | Paraguai                 | 25.96 |                  |
| 37   | 4       | 1    | Clayton Jimmie                  | África do Sul            | 25.97 |                  |
| 38   | 3       | 5    | Diego Camacho                   | México                   | 26.04 |                  |
| 39   | 3       | 1    | Jack Kirby                      | Barbados                 | 26.17 |                  |
| 40   | 3       | 6    | Tonnam Kanteemool               | Tailândia                | 26.39 |                  |
| 41   | 4       | 6    | Jerard Jacinto                  | Federação suspensa       | 26.41 |                  |
| 42   | 4       | 0    | Filippos Iakovidis              | Chipre                   | 26.42 |                  |
| 43   | 3       | 8    | Maximillian Wilson              | Ilhas Virgens Americanas | 26.62 |                  |
| 44   | 4       | 9    | Noe Pantskhava                  | Geórgia                  | 26.63 |                  |
| 45   | 3       | 3    | Homer Abbasi                    | Irão                     | 26.70 |                  |
| 45   | 3       | 7    | Lau Shiu Yue                    | Hong Kong                | 26.70 |                  |
| 47   | 1       | 4    | Isaiah Aleksenko                | Ilhas Marianas do Norte  | 26.94 |                  |
| 47   | 3       | 0    | Enkhtur Erkhes                  | Mongólia                 | 26.94 |                  |
| 49   | 2       | 3    | Hansel McCaig                   | Fiji                     | 26.97 |                  |
| 50   | 2       | 4    | Andrej Stojanovski              | Macedônia do Norte       | 27.35 |                  |
| 51   | 1       | 6    | Tameea Elhamayda                | Catar                    | 27.41 |                  |
| 52   | 3       | 9    | Warren Lawrence                 | Dominica                 | 27.45 |                  |
| 53   | 2       | 2    | Mohamad Zubaid                  | Kuwait                   | 27.64 |                  |
| 54   | 2       | 5    | Bede Aitu                       | Ilhas Cook               | 28.19 |                  |
| 55   | 2       | 6    | Jeno Heyns                      | Suriname                 | 28.30 |                  |
| 56   | 2       | 7    | Tajhari Williams                | Turcas e Caicos          | 29.44 |                  |
| 57   | 1       | 7    | Omer Huraish                    | Iraque                   | 29.88 |                  |
| 58   | 1       | 2    | Kapeli Siua                     | Tonga                    | 29.96 |                  |
| 59   | 2       | 1    | Swaleh Talib                    | Federação suspensa       | 30.03 |                  |
| 60   | 2       | 9    | Troy Pino                       | Cabo Verde               | 30.85 |                  |
| 61   | 2       | 8    | Alexander Fleming-Lake          | Anguila                  | 30.89 |                  |
| 62   | 2       | 0    | Mohamed Shiham                  | Maldivas                 | 31.44 |                  |
| 63   | 1       | 5    | Giorgio Nguichie Kamseu Kamogne | Camarões                 | 33.75 |                  |
| 64   | 1       | 3    | Hamzah Mayas                    | Iêmen                    | 39.35 |                  |
| 65   | 1       | 1    | Ibrahim Kamara                  | Serra Leoa               | DNS   | DNS              |
| 65   | 3       | 4    | Dylan Carter                    | Trinidad e Tobago        | DNS   | DNS              |
| 65   | 5       | 8    | Bradley Woodward                | Austrália                | DNS   | DNS              |

### Semifinais
As semifinais foram realizadas no dia 29 de julho com início às 21:06.
| Pos. | Bateria | Raia | Nadador              | CON            | Tempo | Notas |
| ---- | ------- | ---- | -------------------- | -------------- | ----- | ----- |
| 1    | 2       | 4    | Justin Ress          | Estados Unidos | 24.35 | Q     |
| 2    | 1       | 3    | Xu Jiayu             | China          | 24.41 | Q,    |
| 2    | 2       | 5    | Hunter Armstrong     | Estados Unidos | 24.41 | Q     |
| 4    | 1       | 5    | Ksawery Masiuk       | Polónia        | 24.47 | Q     |
| 5    | 1       | 4    | Apostolos Christou   | Grécia         | 24.57 | Q     |
| 5    | 1       | 6    | Thomas Ceccon        | Itália         | 24.57 | Q     |
| 7    | 2       | 3    | Ole Braunschweig     | Alemanha       | 24.73 | Q     |
| 8    | 2       | 7    | Andrew Jeffcoat      | Nova Zelândia  | 24.81 | Q     |
| 9    | 2       | 6    | Isaac Cooper         | Austrália      | 24.86 |       |
| 10   | 2       | 2    | Andrei-Mircea Anghel | Roménia        | 24.95 |       |
| 11   | 1       | 2    | Kacper Stokowski     | Polónia        | 24.99 |       |
| 11   | 2       | 8    | Michael Laitarovsky  | Israel         | 24.99 |       |
| 13   | 1       | 7    | Conor Ferguson       | Irlanda        | 25.09 |       |
| 14   | 2       | 1    | Takeshi Kawamoto     | Japão          | 25.14 |       |
| 15   | 1       | 8    | Ryosuke Irie         | Japão          | 25.21 |       |
| 16   | 1       | 1    | Yassin Hossam        | Egito          | 25.22 |       |

### Final
A final será realizada no dia 30 de julho às 20:02.
| Pos.              | Raia | Nadador            | CON            | Tempo | Notas |
| ----------------- | ---- | ------------------ | -------------- | ----- | ----- |
| Medalha de ouro   | 3    | Hunter Armstrong   | Estados Unidos | 24.05 |       |
| Medalha de prata  | 4    | Justin Ress        | Estados Unidos | 24.24 |       |
| Medalha de bronze | 5    | Xu Jiayu           | China          | 24.50 |       |
| 4                 | 6    | Ksawery Masiuk     | Polónia        | 24.57 |       |
| 5                 | 7    | Thomas Ceccon      | Itália         | 24.58 |       |
| 6                 | 2    | Apostolos Christou | Grécia         | 24.60 |       |
| 7                 | 8    | Andrew Jeffcoat    | Nova Zelândia  | 24.66 |       |
| 8                 | 1    | Ole Braunschweig   | Alemanha       | 24.93 |       |

Legenda
| Recorde mundial       | Recorde mundial (World record)               |                       | Recorde africano                      | Recorde africano (African) |                                           | Q | Classificado por posição (Qualified) |
| Recorde do campeonato | Recorde do campeonato (Championship record)  | Recorde da América    | Recorde da América (Americas)         | q                          | Classificado por melhor tempo (Qualified) |   |                                      |
| Melhor marca do ano   | Melhor marca do ano (World leading)          | Recorde asiático      | Recorde asiático (Asian)              | DNS                        | Não largou (Did not start)                |   |                                      |
| Recorde nacional      | Recorde nacional (National record)           | Recorde europeu       | Recorde europeu (European)            | DNF                        | Não terminou (Did not finish)             |   |                                      |
| Recorde pessoal       | Recorde pessoal do atleta (Personal best)    | Recorde da Oceania    | Recorde da Oceania (Oceania)          | DSQ / DQ                   | Desclassificado (Disqualified)            |   |                                      |
| Recorde da temporada  | Recorde da temporada do atleta (Season best) | Recorde sul-americano | Recorde sul-americano (South America) | NM                         | Sem marca (No mark)                       |   |                                      |